# Igeltjärnen (Ljusdals socken, Hälsingland, 687829-151613)
Igeltjärnen är en sjö i Ljusdals kommun i Hälsingland och ingår i Ljusnans huvudavrinningsområde.